# Orthogrammica semiaurea
Orthogrammica semiaurea là một loài bướm đêm trong họ Noctuidae.